# Network Switching Subsystem
Network Switching Subsystem (sigla NSS) può essere tradotto dall'inglese come Sottosistema di Commutazione di Rete. 
Si tratta di un componente di un sistema GSM che esegue le funzionalità di commutazione e gestisce le comunicazioni tra i telefoni mobili e la rete telefonica generale (PSTN).
Gli operatori di fonia mobile sono i possessori ed i gestori di questo sistema che permette ai telefoni mobili di comunicare tra loro e con tutti gli altri telefoni della più ampia rete telefonica.
Nello specifico l'architettura assomiglia ad una centrale telefonica, ma con funzioni addizionali necessarie poiché i telefoni non sono fissi in un luogo. Ciascuna di queste funzioni controlla aspetti differenti della gestione della fonia mobile.
Il Network Switching Subsystem, ritenuto come il punto centrale del sistema di rete GSM, di solito si rivolge alla rete di commutazione di circuito, usata per i servizi GSM tradizionali come le chiamate vocali, gli SMS e le comunicazioni di dati (Circuit Switched Data).
C'è anche un altro segmento di copertura dell'architettura della rete GSM che fornisce i servizi di dati a commutazione di pacchetto ed è riconosciuto come la base della rete GPRS.
Esso permette ai telefoni mobili di accedere ai servizi come WAP, MMS e l'accesso Internet.
Tutti i telefoni mobili di recente fabbricazione posseggono entrambi i servizi a circuito ed a pacchetto. 
La maggior parte degli operatori posseggono una rete GPRS in aggiunta alla rete di base standard GSM.
Nella maggior parte delle implementazioni GSM assieme al Network Switching Subsystem sono presenti altri due componenti:
il Base Station Subsystem (BBS) e l'Operation and Support System (OSS).